# International Convention for the Suppression of the Traffic in Women and Children
International Convention for the Suppression of the Traffic in Women and Children var en multilateralt avtal framlagt av nationernas förbund år 1921. 
Det hade utarbetats Advisory Committee on Traffic in Women and Children.
Dess syfte var att motarbeta människohandel, specifikt trafficking av kvinnor och barn. 